# John Bagford
John Bagford est un bibliophile britannique. Né à Londres en 1650, il est mort à Islington le 5 mai 1716.

## Biographie
À l'origine cordonnier totalement illettré, il devient pourtant un des plus grands collectionneurs de livres rares et d'incunables des XVIIe et XVIIIe siècles, fournissant les librairies et les grands seigneurs en voyageant dans toute l'Angleterre et en Hollande.
On a gardé de lui une lettre à Thomas Hearne sur les antiquités de Londres, ainsi que le prospectus d'une Histoire de l'imprimerie qu'il envisageait.

## Collections
Ses collections sont conservées au British Museum.